# Annales de la Faculté des Sciences de Toulouse
Annales de la Faculté des Sciences de Toulouse ist eine mathematische Fachzeitschrift, die Arbeiten in englischer und französischer Sprache aus allen Gebieten der Mathematik veröffentlicht.
Sie wurde 1887 von Marie Henri Andoyer, Benjamin Baillaud, G. Berson, T. Chauvin, E. Cosserat, A. Destrem, C. Fabre, A. Legoux, Paul Sabatier und Thomas Joannes Stieltjes gegründet und war ursprünglich multidisziplinär. Seit 1979 widmet sie sich ausschließlich der Mathematik. Die heutige Zeitschrift entspricht der ursprünglichen Sektion Mathematik.